# Ludwig von Luxemburg
Ludwig von Luxemburg (französisch Louis de Luxembourg; * 1391; † 18. September 1443 in Hatfield) war Bischof von Thérouanne und Bischof von Ely, Erzbischof von Rouen und Kanzler von Frankreich.

## Leben
Er war ein jüngerer Sohn von Johann von Luxembourg († 1397), Herr von Beaurevoir, und der Marguerite d'Engien, Gräfin von Brienne. Seine Brüder waren die Grafen Peter I. von Saint-Pol († 1433) und Johann II. von Ligny († 1441). Wie alle seine Brüder war Ludwig ein treuer Anhänger des Herzogs von Burgund in der Spätphase des Hundertjährigen Krieges. 1415 wurde er zum Bischof von Thérouanne gewählt, aber erst 1418 vom Papst in diesem Amt anerkannt. Am 22. Juli 1418 wurde er zum ersten Präsidenten des Rechnungshofs (Chambre des comptes) ernannt und am 7. Februar 1425 wurde er vom Parlament von Paris zum Kanzler von Frankreich gewählt. Damit war er eine der wichtigsten Stützen der englischen Herrschaft in Frankreich, vertreten durch den Regenten John of Bedford. Im September 1429 konnte Ludwig einen Angriff der Jeanne d’Arc auf Paris abwehren, aber im April 1436 musste er die Truppen König Karls VII. in die Stadt einziehen lassen. Ludwig floh in die noch von England gehaltene Normandie, wo er umgehend zum Erzbischof von Rouen ernannt wurde. 1437 folgte die Einsetzung im englischen Bistum Ely und 1439 die Erhebung zum Kardinal. Das weitere Vordringen des französischen Königs in die Normandie zwang ihn 1443 zur Abreise nach England, wo er kurz darauf starb.
Sein Körper wurde in der Kathedrale von Ely beigesetzt, sein Herz hingegen wurde in Rouen bestattet.